# Kijfhoek (Zuid-Holland)
Kijfhoek is een buurtschap, voormalige ambachtsheerlijkheid en voormalige gemeente in de gemeente Zwijndrecht nabij het rangeerterrein Kijfhoek, ongeveer tussen Heerjansdam en Zwijndrecht in.

## Geschiedenis
In een donk in het stroomgebied van het riviertje de Devel zijn potten gevonden met voedselresten die door middel van de koolstof-14-datering konden worden gedateerd in de Vlaardingencultuur (3500–2500 v.Chr.). Gevonden koolstofresten kunnen op bewoning in het mesolithicum (5500-4100 v.Chr.) wijzen. Deze vindplaats zal tot archeologisch monument verklaard worden omdat donken met neolithische en mesolithische bewoning ook internationaal zeer zeldzaam zijn.
In 1322 vond een watersnood plaats (de Stormvloed van 1322) waarbij grote stukken van de Zwijndrechtse Waard onder water kwamen te staan en vele levens verloren gingen. Dit was voor graaf Willem III van Holland aanleiding om bedijkingsplannen te ontwikkelen. In een oorkonde van 14 januari 1331 bepaalde hij dat ‘degenen die delen van de Zwijndrechtse Waard bedijkten, ambachtsheer werden van dat deel van de Waard’. Door die oorkonde ontstonden de ambachtsheerlijkheden, waarvan de meeste werden genoemd naar hun bedijkers: Schobbelands Ambacht, Heer Oudelands Ambacht, Groote en Kleine Lindt, Heerjansdam, Meerdervoort, Sandelingenambacht, Alewijns Ambacht en Daniels ambacht, vernoemd naar Daniel van der Merwede, en dat later bekend werd onder de naam Kijfhoek.
In 1332 werd het kasteel Develsteijn op Lievershille gebouwd. Dit kasteel heeft bestaan tot 1824. In 2005 zijn er enkele proefsleuven gegraven op de plek waar het kasteel gestaan heeft. Het idee om het kasteel te herbouwen kreeg daardoor een nieuwe impuls.

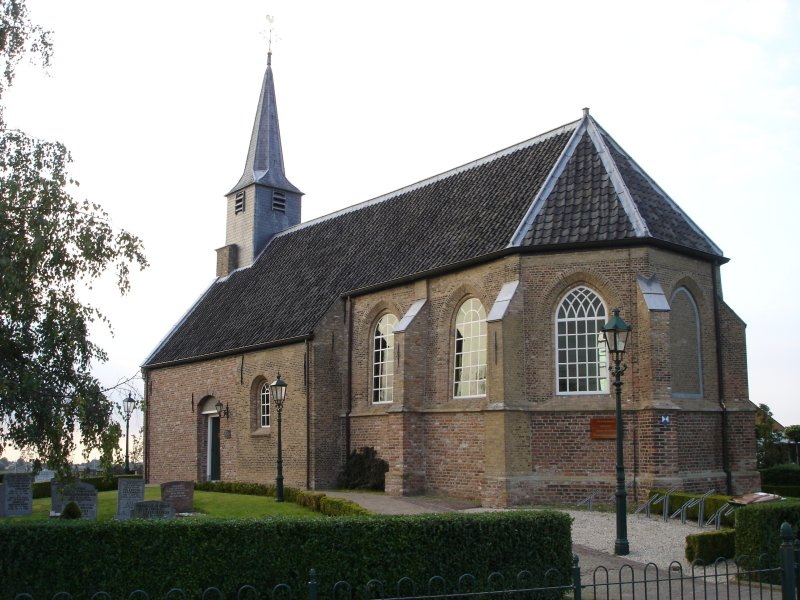
Kijfhoekkerk

Met de bedijkingwerkzaamheden werd de Devel bij Groote Lindt en bij Kleine Lindt afgedamd. In de periode na de bedijkingwerkzaamheden (na 1337), werd waarschijnlijk Kijfhoek gevestigd. In 1368 werd in ieder geval het monumentale kerkje van Kijfhoek gebouwd dat nog steeds op een terp aan de rand van de Devel staat. Deze Kijfhoekkerk vertoont bouwkundig gezien zowel kenmerken van de gotische als van de romaanse bouwstijl. Waarschijnlijk kwamen vroeger veel kerkgangers per schuit.
Het dorpje is door de tijden heen altijd klein gebleven. Zo telde het in 1515 zes huizen en een klooster. Het was dit klooster dat het dorp betekenis gaf. Het klooster Eemsteijn, gelegen bij Munnikensteeg werd ingewijd in 1435 en was bijna anderhalve eeuw een soort streekcentrum; het werd verwoest in 1572 door een Geuzenvendel. Van het klooster is niets bewaard gebleven.
Kijfhoek ging per 19 augustus 1857 op in de gemeente Groote Lindt die in 1881 opging in de gemeente Zwijndrecht.
In 1926 werd de Devel bij Kijfhoek drooggelegd. Door een wijziging in het systeem van bemaling van de polders verloor de Devel haar functie op dit gebied.
Het kerkje werd gerestaureerd in 1927 maar door geldgebrek werden deels machinale stenen gebruikt; grove planken vervingen het dakbeschot. Vanaf 1992 is het kerkje opnieuw en deskundig gerestaureerd.

## Spoorwegen
Vlak bij het dorpje Kijfhoek ligt het rangeerterrein Kijfhoek. Met een oppervlakte van vijftig hectare is het het grootste rangeerterrein van Nederland.
Door de achtertuin van Kijfhoek loopt tegenwoordig de HSL-Zuid. Na Rotterdam Centraal rijden de hogesnelheidstreinen over bestaand spoor door de Willemsspoortunnel tot het begin van rangeerterrein Kijfhoek waar de HSL zuidelijk afbuigt. Vanaf daar is het HSL-traject een 8,9 kilometer tracé op maaiveldniveau langs het dorpje Kijfhoek en laag over het riviertje de Devel voordat het met een afgezonken spoortunnel onder de Oude Maas door gaat.

## Natuurgebied de Devel

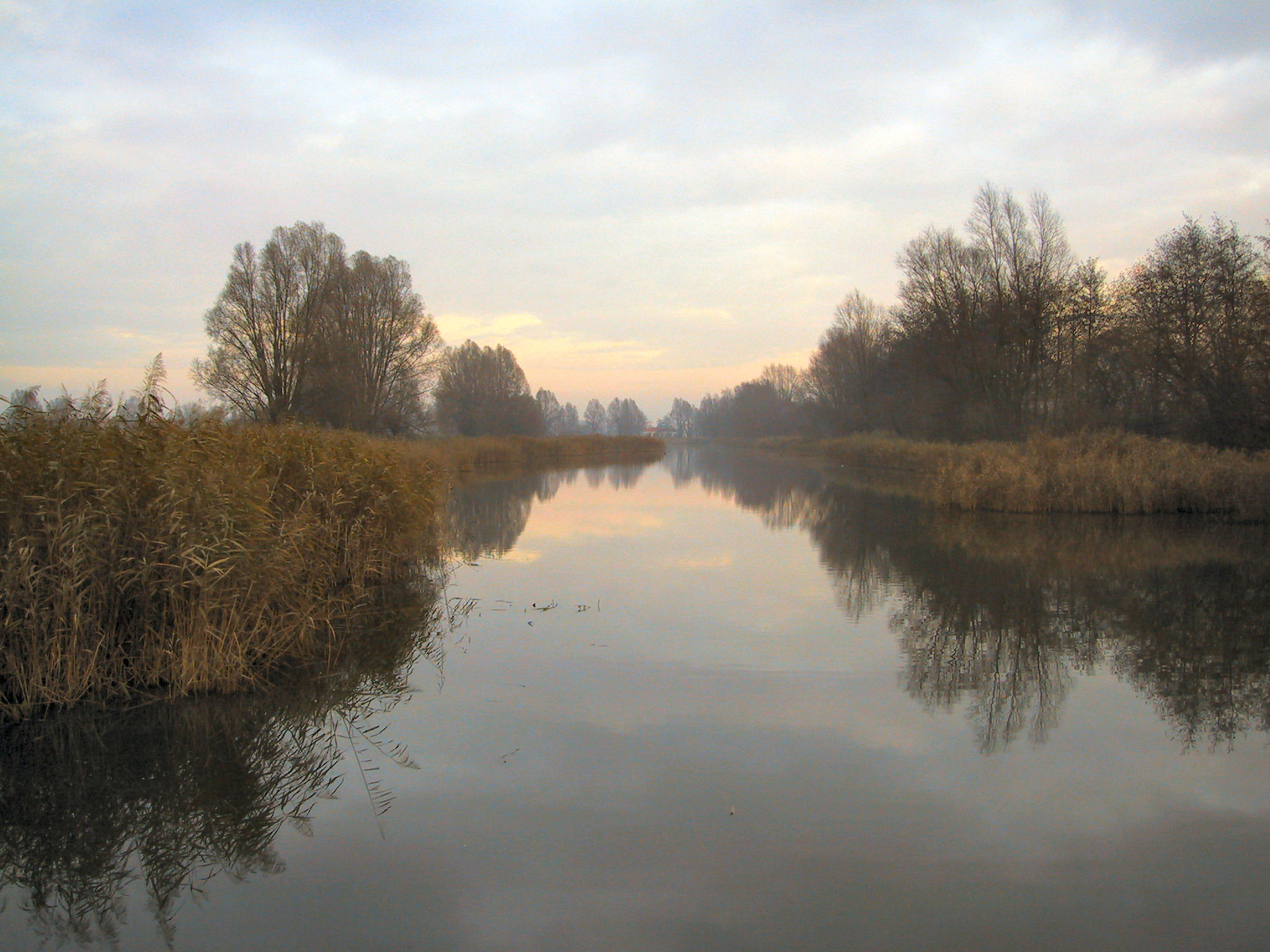
Natuurgebied 'De Devel' bij Kijfhoek

In de loop van 2005 is de Devel verder ontgraven om natuurgebied te worden.

## Vrouwenparochie
Nadat in 1505 een deel van Het Bildt (Friesland) werd ingedijkt, werden drie dorpen gebouwd. Een van de drie werd Kijfhoek genoemd omdat de arbeiders die bij de dijkaanleg betrokken waren (deels) uit (de streek rond) Kijfhoek kwamen. Later kreeg dit Friese dorp de naam van de erin gevestigde parochie: Vrouwenparochie.